# Нджомбе
Нджомбе (суахили и англ. Njombe) — город на юге Танзании, административный центр области Нджомбе и административный центр сельского округа Нджомбе.
Расположен на высоте почти 2000 м над уровнем моря на восточной оконечности гор Ливингстона примерно в 40 милях к югу от города Макамбако в центре треугольника, образованного городами Иринга , Мбея и Сонгеа , примерно в 70 км к северо-востоку от берега озера Малави.

## История
Название Нджомбе происходит от слова «мдзомбе», что на местном языке Бена означает «большое дерево». Нджомбе стал центром ещё в британскую колониальную эпоху в 1920-х годах.

## Население
Согласно переписи населения 2022 года здесь было 92537 чел., в 2012 году, в городе проживали 130 223 человека, около 61 000 мужчин и 69 000 женщин. Более половины населения были люди моложе двадцати лет. Наибольшая этническая группа в Нджомбе — Бена.

## Экономика
Несмотря на городской характер, сельское хозяйство является важнейшим экономическим фактором. Вместе с тем увеличивается производство товаров и услуг, розничная торговля, транспорт и гостиничный бизнес. Через Нджомбе проходит асфальтированная магистральная дорога T6 от Макамбако до Сонгеа .
В городе расположен центр одноименной епархии Римско-Католической церкви.

## Климат
Климат — субтропический горный, учитывая высокогорное расположение здесь более прохладный климат.
Дождей выпадает около 1187 мм осадков в год, причём осадки, в основном, выпадают в период с декабря по апрель. Среднегодовая температура составляет 16° С.

## Известные уроженцы
- Макинда, Энн — политический и государственный деятель, спикер Национальной ассамблеи Танзании ( 2010—2015), председатель ЮНИСЕФ (1993—1994).